# Asinio Galo (conspirador)
Asinio Galo (en latín Asinius Gallus) era un noble romano, hijo de Cayo Asinio Galo y nieto del historiador Cayo Asinio Polión. Formaba parte de la gens Asinia, una antigua familia romana plebeya.
Era un hombre orgulloso de su linaje, ya que era hermanastro de Druso, el hijo de Tiberio. Durante el reinado de Claudio, él y Estacilio, y varios libertos y esclavos, prepararon una conspiración contra el emperador. Suetonio dice que el objetivo de Asinio Galo era simplemente satisfacer su vanidad. El complot fue descubierto y Claudio se mostró lo suficientemente generoso para castigarlo sólo en el exilio.